# Adicella leto
Adicella leto är en nattsländeart som beskrevs av Schmid 1994. Adicella leto ingår i släktet Adicella och familjen långhornssländor. Inga underarter finns listade i Catalogue of Life.